# BOOM! (Gemelli DiVersi)
BOOM! è il quinto album in studio dei Gemelli DiVersi, pubblicato l'8 giugno 2007.

## Tracce
1. Bboy-Bband – 4:37
2. Istruzioni per l'(ill)uso – 4:14
3. Cosa vuoi – 4:19
4. A 12 km (Da casa) – 4:19
5. Che mondo meraviglioso – 4:31
6. BOOM! – 3:35
7. Icaro – 4:07
8. Stereo – 4:41
9. Lei non chiamerà – 4:22
10. Sette su sette – 3:04
11. Ancora un po' – 4:34
12. Cattive compagnie – 6:15

## Formazione
Gruppo
- Strano – voce
- Thema – rapping
- Grido – rapping
- THG – giradischi

Altri musicisti
- Pino Saracini - basso
- Paul Rosevear - basso, batteria, chitarra, cori
- Roberto Segala - batteria
- Alessandro De Crescenzo - chitarra
- Eros Ramazzotti - chitarra
- Giacomo Godi - Fender Rhodes, tastiere, synth, organo Hammond, pianoforte, piano elettrico
- Global Performance - cori
- Laura Merli - parti parlate